# Sete maravilhas de Pernambuco

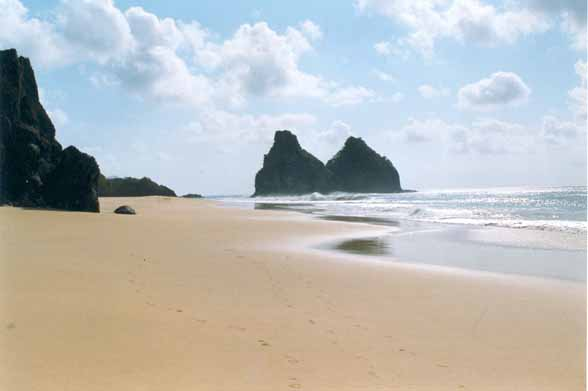
Fernando de Noronha.

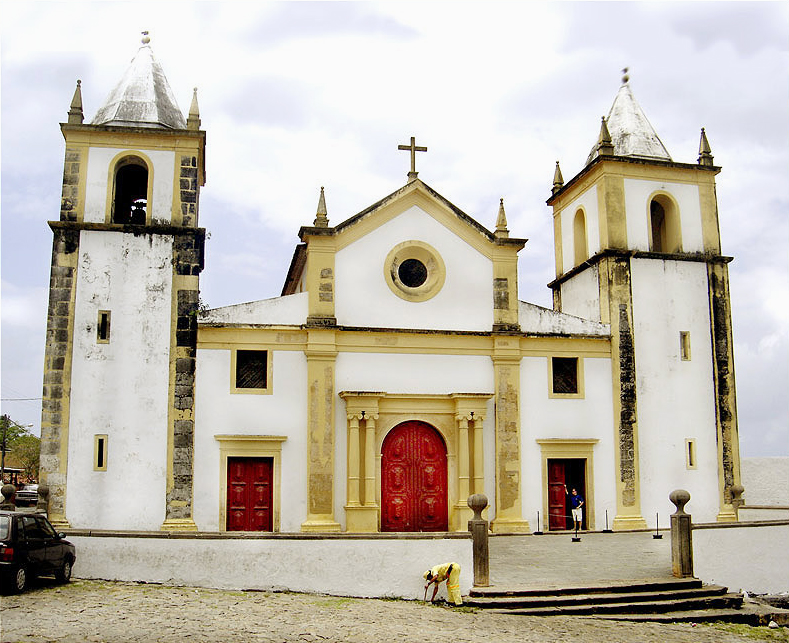
Igreja da Sé, no Sítio Histórico de Olinda.

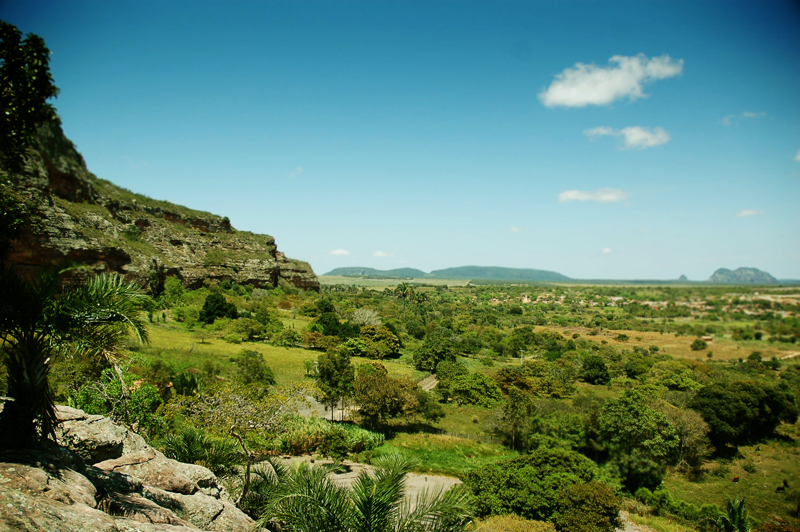
Vale do Catimbau.

A votação para escolha das Sete Maravilhas de Pernambuco foi feita pela internet, através do portal JC Online, do Sistema Jornal do Commercio de Comunicação.
O concurso foi inspirado na escolhas das novas sete maravilhas do mundo. A disputa aconteceu em três fases: na primeira, uma comissão avaliadora escolheu trinta locais de Pernambuco para concorrer. Em seguida, com voto popular, foram escolhidas quinze candidatas para a fase final, da qual saíram as sete vencedoras. Todo o processo foi auditado pelo Serasa.

## Vencedoras
- Arquipélago de Fernando de Noronha
- Cachoeiras de Bonito
- Centro Histórico de Igarassu
- Ilhota da Coroa do Avião (Igarassu)
- Piscinas Naturais de Porto de Galinhas (Ipojuca)
- Sítio Histórico de Olinda
- Vale do Catimbau (Buíque)